# ليبينو
ليبينو (Λεπενού) هي مدينة في أيتوليا كي أكارنانيا في مقاطعة كينتريكي إلادا في اليونان.